# 10101 Фур'є
10101 Фур'є (10101 Fourier) — астероїд головного поясу, відкритий 30 січня 1992 року.
Тіссеранів параметр щодо Юпітера — 3,618.